# 徳益駅

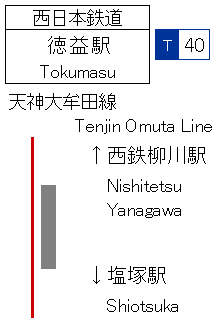
配線図

徳益駅（とくますえき）は、福岡県柳川市大和町徳益にある西日本鉄道（西鉄）天神大牟田線の駅である。駅番号はT40。天神大牟田線の西鉄福岡（天神）駅起点の60キロポストが存在する。

## 歴史
- 1938年（昭和13年）9月1日：駅開業。
- 2008年（平成20年）5月18日：ICカードnimoca供用開始。
- 2017年（平成29年）2月1日：駅ナンバリングを導入[1]。
- 2021年（令和3年）4月1日：駅集中管理システムを導入し、無人化[2][3]。

## 駅構造
単式ホーム1面1線の地上駅である。かつては1956年建築の駅舎があり、無人化後も残っていたが2000年頃に撤去された。ホーム有効長は6両分ある。
| 乗り場 | 路線          | 方向       | 行先                     |
| ------ | ------------- | ---------- | ------------------------ |
|        | ●天神大牟田線 | 上り       | 久留米・福岡（天神）方面 |
| 下り   | ●天神大牟田線 | 大牟田方面 |                          |

※案内上のりば番号は設定されていない。

## 利用状況
2024年度の1日平均乗降人員は178人で、これは天神大牟田線内では最も少ない（西鉄の全駅の中では甘木線の馬田駅、上浦駅に次いで3番目に少ない）。
| 年度               | 1日平均 乗車人員 | 1日平均 乗降人員 |
| ------------------ | ---------------- | ---------------- |
| 1999年（平成11年） |                  | 338              |
| 2000年（平成12年） |                  | 313              |
| 2001年（平成13年） |                  | 288              |
| 2002年（平成14年） |                  | 267              |
| 2003年（平成15年） |                  | 267              |
| 2004年（平成16年） |                  | 265              |
| 2005年（平成17年） |                  | 249              |
| 2006年（平成18年） |                  | 227              |
| 2007年（平成19年） |                  | 223              |
| 2008年（平成20年） |                  |                  |
| 2009年（平成21年） |                  |                  |
| 2010年（平成22年） |                  |                  |
| 2011年（平成23年） |                  | 247              |
| 2012年（平成24年） |                  | 228              |
| 2013年（平成25年） |                  | 250              |
| 2014年（平成26年） |                  | 237              |
| 2015年（平成27年） |                  | 233              |
| 2016年（平成28年） |                  | 219              |
| 2017年（平成29年） |                  | 211              |
| 2018年（平成30年） |                  | 206              |
| 2019年（令和元年） |                  | 209              |
| 2020年（令和02年） |                  | 148              |
| 2021年（令和03年） |                  | 148              |
| 2022年（令和04年） |                  | 171              |
| 2023年（令和05年） |                  | 174              |
| 2024年（令和06年） |                  | 178              |

## 駅周辺
- 昭玄寺
- 国道208号
- 福岡県道772号徳益蒲船津線
- 柳川自動車学校

## 隣の駅
西日本鉄道
■天神大牟田線
■特急・■急行
通過
■普通
西鉄柳川駅（T39） - 徳益駅（T40） - 塩塚駅（T41）